# Chetouane
Pour l’article homonyme, voir Laurent Chétouane.
Chetouane est une commune de la wilaya de Tlemcen en Algérie.

## Géographie

### Situation
Le territoire de la commune de Chetouane est situé au centre de la wilaya de Tlemcen, à environ 5 km au nord-est du centre-ville de Tlemcen, la commune représente la partie nord de l'agglomération de Tlemcen.
| Aïn Youcef | Amieur    | Amieur    |
| Hennaya    | Chetouane | Aïn Fezza |
| Tlemcen    | Tlemcen   | Aïn Fezza |

### Localités de la commune
En 1984, la commune de Chetouane est constituée à partir des localités suivantes: Chetouane, Ouzidan, Aïn El-Hout, Aïn Delfla, Saf Saf, Medigue, Sidi Aïssa et Domaine Hamadouche.

## Histoire

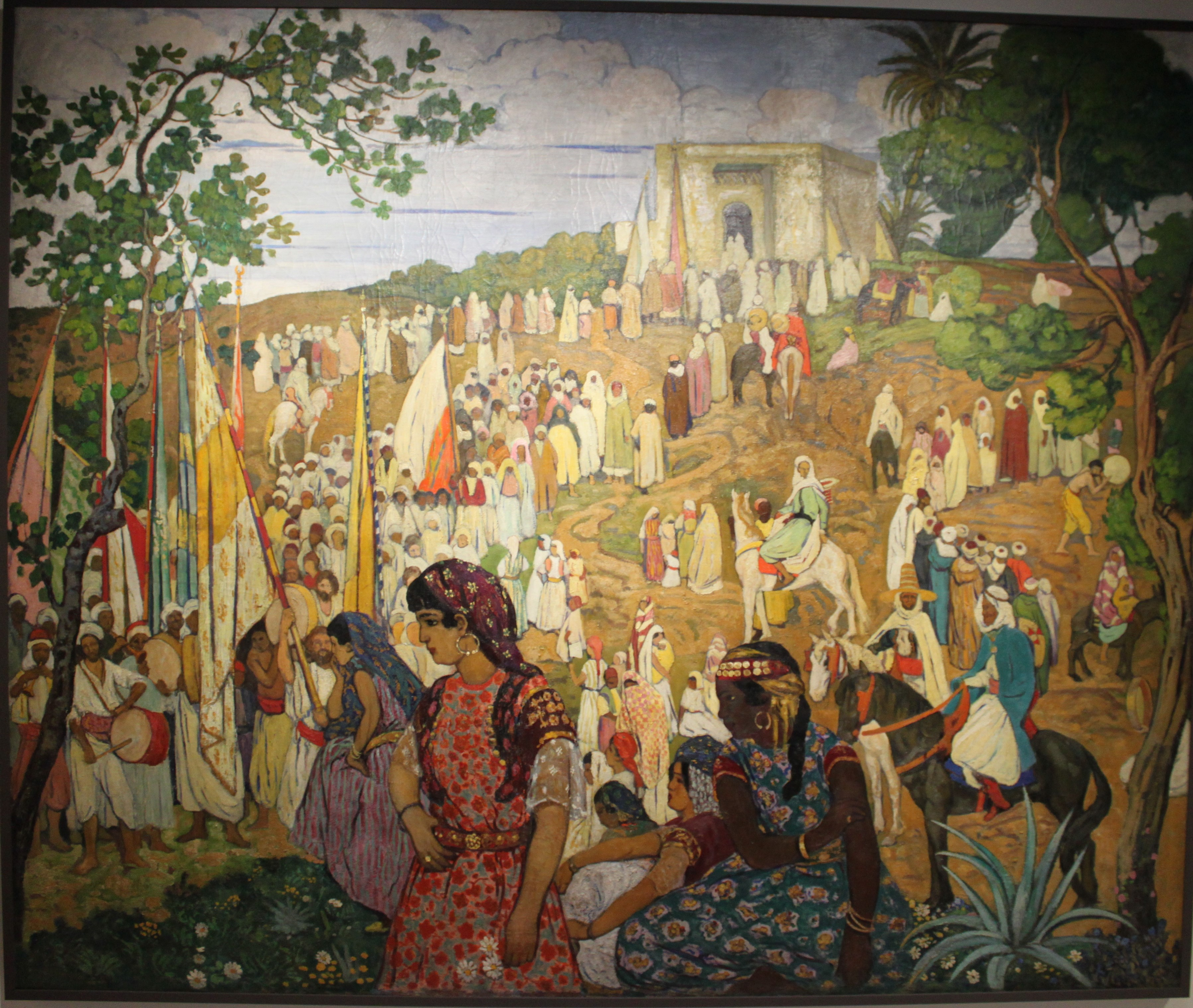
La Fête arabe dans la campagne de Tlemcen, 1910-1920 par André Suréda, Musée du quai Branly - Jacques Chirac. La file de pèlerins se dirige vers le mausolée de Sidi Abdallah Ben Mançour à Aïn el-Hout, localité de la commune de Chetouane.

Les notables du village de Aïn El-Hout, dans la commune de Chetouane, pensent descendre de Sulayman Ibn Abd Allah al-Kamil, frère d’Idriss, le fondateur de Fès, sultan musulman qui vint s’emparer du territoire de Tlemcen, appelé en ce temps-là Agadir (au Xe siècle).
Le nom de Négrier lui est donné lors de la colonisation, en l'honneur d'un général français, François de Négrier.
Pendant la guerre d'Algérie, la commune a été le lieu de manifestations pro-Algérie française et d'actions du Front de libération nationale,.
Aujourd'hui Chetouane est de plus en plus lié au développement de Tlemcen, passant ainsi d'une cité à dominante agricole durant l'époque coloniale, a une ville industrielle, abritant également sur son territoire un campus universitaire qui accueille 3000 étudiantes,.

## Démographie
Chetouane est la quatrième commune la plus peuplée de la wilaya de Tlemcen après Tlemcen, Maghnia et Mansourah, selon le recensement général de la population et de l'habitat de 2008, la population de la commune de Chetouane est évaluée à 47 600 habitants contre 9 994 en 1977, la commune enregistre un fort taux de croissance annuel 3,1 % contre 1,2 % pour l’ensemble de la wilaya, sur la période 2008-1998:
| 1977  | 1987   | 1998   | 2008   |
| ----- | ------ | ------ | ------ |
| 9 994 | 19 013 | 35 077 | 47 600 |